# Арора, Санджив
Санджив Арора (Sanjeev Arora; род. в январе 1968 г., Раджастан, Индия) — американский учёный-информатик индийского происхождения, специалист по теории сложности вычислений.
Доктор философии (1994), профессор Принстонского университета, с которым связана практически вся его карьера — он преподаёт там после получения докторской степени с 1994 года. Член Национальной АН США (2018).

## Биография
Окончил Массачусетский технологический институт (бакалавр математики с информатикой, 1990). В 1986—1988 годах занимался в ИИТ Канпур. Степень доктора философии по информатике получил в 1994 году в Калифорнийском университете в Беркли с диссертацией «Probabilistic checking of proofs and the hardness of approximation problems» (под началом Умеша Вазирани). С того же 1994 года преподаёт в Принстонском университете: ассистент-профессор, с 1999 г. ассоциированный профессор, с 2003 г. полный профессор, с 2011 года именной профессор (Charles C. Fitzmorris Professor) информатики.
С 2017 года также работает в Институте перспективных исследований. В 2007 году — приглашённый профессор Института Вейцмана, в 2006—2007 годах — приглашённый исследователь Microsoft, в 2001—2002 годах — приглашённый ассоциированный профессор в Беркли. Член Американской академии искусств и наук (2015), фелло Ассоциации вычислительной техники (2009).
Автор учебника «Computational Complexity: A Modern Approach».

## Награды и отличия
- Премия Гёделя (2001, 2010)
- Best paper award, IEEE Foundations of Computer Science (2010)
- ACM Prize in Computing[англ.] (2011)
- Премия Фалкерсона (2012)
- Simons Foundation[англ.] investigator (2012)
- Plenary speaker at the International Congress of Mathematicians[англ.] (2018)